# Cenk Şahin
Enver Cenk Şahin (* 22. September 1994 in Zonguldak) ist ein türkischer Fußballspieler. Er steht seit Januar 2020 beim Erstligisten Gaziantep FK unter Vertrag.

## Karriere

### Vereine
Cenk Şahin begann mit dem Fußballspielen in der Jugend von Zonguldak Belediyespor und wechselte von hier aus in die Jugend von Zonguldakspor. Im Jahre 2010 wurde er von Istanbul Büyükşehir Belediyespor als Profispieler unter Vertrag genommen. In seiner ersten Saison bei Istanbul BB spielte er ausschließlich für die Reservemannschaft. Mit der Spielzeit 2011/12 nahm er auch am Training der Profis teil und absolvierte zwei Ligapartien.
Für die Saison 2016/17 wurde er von seinem Verein, der sich im Sommer 2014 in Istanbul Başakşehir umbenannte, an den FC St. Pauli ausgeliehen. Zur Saison 2017/18 erwarb der FC St. Pauli die Transferrechte an Şahin und stattete ihn mit einem Vertrag bis zum 30. Juni 2021 aus.
Für die Rückrunde der Zweitligasaison 2018/19 verliehen die Hamburger den Mittelfeldspieler an den abstiegsbedrohten Ligakonkurrenten FC Ingolstadt 04. Er kam bis zum Saisonende in 16 Ligaspielen zum Einsatz und stieg mit dem Verein in der Relegation gegen den SV Wehen Wiesbaden in die 3. Liga ab.
Zur Saison 2019/20 kehrte Şahin zum FC St. Pauli zurück, wurde vom Cheftrainer Jos Luhukay jedoch nur in der ersten Runde des DFB-Pokals eingewechselt. Im Oktober 2019 äußerte er seine Unterstützung für die umstrittene türkische Militäroffensive in Nordsyrien. Auf Instagram schrieb er: „Wir sind an der Seite unseres heldenhaften Militärs und der Armeen. Unsere Gebete sind mit euch!“ Die Ultras des FC St. Pauli veröffentlichten daraufhin einen offenen Brief, in dem sie Şahins Äußerungen scharf kritisierten und eine sofortige Trennung von dem Spieler forderten. Der Verein distanzierte sich in einer Stellungnahme auf seiner Website ebenfalls von Şahins Äußerungen und bezeichnete sie als „mit den Werten des Vereins nicht vereinbar“. Am 14. Oktober 2019 gab der FC St. Pauli die Freistellung des Spielers bekannt. Şahin erhielt eine Trainings- und Gastspielerlaubnis, um sich bei anderen Vereinen empfehlen zu können. Einen Tag später stieg er in das Training seines ehemaligen Vereins Istanbul Başakşehir ein, der als AKP- und Erdoğan-nah gilt. Ende November 2019 einigten sich Verein und Spieler auf eine Vertragsauflösung.
Seit Januar 2020 steht er beim türkischen Erstligisten Kayserispor unter Vertrag.

### Nationalmannschaft
Şahin durchlief ab der türkischen U16-Jugendnationalmannschaft alle folgenden Altersstufen. Im Rahmen der U20-WM 2013 wurde er in das Turnieraufgebot berufen. Er spielte zuletzt für die türkische U21.

## Erfolge
Istanbul BB/Başakşehir
- Meister der TFF 1. Lig und Aufstieg in die Süper Lig: 2013/14

Auszeichnungen
- Torschütze des Monats Dezember 2016[11]

## Privates
Bis zum Januar 2020 war er mit der türkischen Popsängerin Tuğba Yurt in einer Beziehung.